# Michel Lucas
Michel Lucas, né le 4 mai 1939 à Lorient et mort le 3 décembre 2018 à Paris,, est un homme d'affaires et banquier français. Il est le président du groupe Crédit mutuel de 1971 à 2016,. Connu pour sa personnalité autoritaire en affaires, on lui a prêté des surnoms tels « Dralucas », « Tarass Boulba », « Prince Vlad », « Attila », « Requin blanc » (cheveux blancs) ou « Lucatorze » (collectionne les casquettes).

## Biographie

### Origine et études
Breton, Michel Lucas est né le 4 mai 1939 à Lorient. Il grandit à Locmiquelic,.  Il est le fils d’un couvreur-zingueur. Il fait ses études en ingénierie à l'Institut industriel du Nord (École centrale de Lille) et les achève en 1965. Il est également membre diplômé de l’Institut des actuaires français en 1974,.

### Carrière
Il commence sa carrière comme responsable du secteur industriel chez Siemens en 1965, puis est embauché dans la SSII Steria en 1969, où il est repéré par Théo Braun, le patron du Crédit mutuel d’Alsace.
Il rejoint donc en 1971 le Crédit mutuel de Strasbourg en tant qu'informaticien, et devient en 1973 responsable des filiales informatiques du groupe. Formé sur le terrain par Théo Braun, dans l'adversité (création d'une filiale à Marseille dans un marché hostile, gestion de conflit social au journal L'Alsace, déjà propriété du Crédit mutuel local), son caractère et sa spécialité, l'informatique, qu'il impose dans l'entreprise, vont donner au Crédit mutuel une longueur d'avance. Il fait développer une centrale informatique unifiée et décentralisée, couplée à un système pionnier de bancassurance, système auquel de nombreuses fédérations bancaires finissent par se rattacher entre 1990 et 2010 (à l'exception notoire du Crédit Mutuel Arkéa). Il participe activement à l'expansion de la banque, géographiquement et dans le secteur de l'assurance. Lorsque les fédérations lyonnaises ou parisiennes sont en difficulté, c'est le Crédit mutuel de Strasbourg qui leur vient en aide, en les rachetant, contribuant à la création de l'actuelle fédération Centre-Est-Europe, la plus importante. Il démutualise en 1992 les Assurances du Crédit mutuel, leur octroyant ainsi une plus grande marge de manœuvre dans leur développement tout en renforçant le poids de la fédération de Strasbourg. En 1994, il devient président-directeur général de la société financière Europay France.
Dès 1972, il soutient la présence du Crédit mutuel dans les médias locaux, en particulier les quotidiens régionaux, et regroupe un maximum d'activités au sein du groupe EBRA, non sans susciter des craintes éditoriales ou pratiques de la part de journalistes des journaux rachetés,. Il a ainsi par de multiples rachats amené le Crédit mutuel à la position de plus gros groupe de presse régionale en France[source insuffisante].
En janvier 1998, il devient directeur général du groupe Crédit mutuel, c'est-à-dire la confédération des différentes entités régionales ou sectorielles, ceci s'ajoutant à ses fonctions précédentes. Il réalise en avril 1998 l'acquisition d'une banque non mutualiste, le CIC, mais pour le compte de la fédération Centre-Est-Europe et non pour le groupe entier. Les ACM et le CIC contribuent à ce que cette fédération domine en taille et en pouvoir celle de Bretagne, aujourd'hui Arkéa, concurrente au sein de la confédération. Si la présidence du groupe reste aux mains d'Étienne Pflimlin, Michel Lucas, de par ses multiples fonctions - il est aussi directeur général de la Banque fédérative du Crédit mutuel, président des Assurances du Crédit Mutuel, président du directoire du CIC -, maintient un positionnement fort.
En décembre 2004, il réalise une prise de participation de 15 % dans les Galeries Lafayette. En 2009, alors qu'il est le banquier le mieux payé de France en 2008 selon Les Échos avec 1,37 million d'euros, il précise que « je ne dispose pas des primes variées, stock-options et compagnie, qui sont le lot de mes collègues ». Le 14 octobre 2010, Lucas remplace Étienne Pflimlin à la présidence de la Confédération Nationale du Crédit mutuel et de celle de la fédération Centre-Est-Europe, et Alain Fradin le remplace à la direction générale. En 2011, il démarre une opération de consolidation autour du Crédit mutuel CIC, ce qui soulève des oppositions chez Arkéa. En 2014, il place Nicolas Théry à la présidence de trois entités clefs du groupe (CFCM, BFCM, CIC). En 2016, à 76 ans, il se retire et cède à Nicolas Théry ses postes de président de la Fédération du Crédit mutuel Centre Est Europe, et président de la Confédération nationale du Crédit mutuel (CNCM).
Michel Lucas décède le 3 décembre 2018 Paris,. Nicolas Théry et Daniel Baal diront « Avec lui disparaît le grand architecte du Crédit Mutuel, celui qui, le premier, a mis la technologie au service de l'humain et conduit une stratégie ambitieuse de diversification et de croissance ».

### Banque Pasche et évasion fiscale
En septembre 2015, un documentaire révèle qu'une filiale du Crédit mutuel, la Banque Pasche a mis en place un vaste système d'évasion fiscale et de blanchiment via ses filiales suisse et monégasque,. La diffusion de ce documentaire a été bloquée par le PDG de Canal Plus et Vivendi, Vincent Bolloré,, puis diffusé sur France 3, chaîne du service public, en octobre 2015. 
Les trois salariés de la filiale Pasche de Monaco, qui avaient alerté début 2013 leur hiérarchie sur les irrégularités qu'ils avaient constaté, furent licenciés quelques mois plus tard. Michel Lucas a ensuite traité ces lanceurs d'alerte de racketteurs en direct sur Radio Classique ; le matin même, ces trois salariés recevaient une demande de rendez-vous de la part des avocats de la banque Pasche pour un arrangement.

## Distinctions honorifiques
- Commandeur de la Légion d'honneur (par décret du 22 avril 2011, officier par décret du 17 juin 2005)
- Officier de l'ordre national du Mérite
- Officier de l'ordre des Arts et des Lettres